# Con la música en el alma
 Con la música en el alma  es una película de Argentina en blanco y negro dirigida por Luis Bayón Herrera según el guion de Carlos A. Petit sobre la comedia musical Toscanito, de Homero Manzi, Pedro M. Bruno y Antonio de Bassi que se estrenó el 10 de enero de 1951 y que tuvo como protagonistas a Francisco Canaro, Toscanito, Tito Lusiardo y Olga Casares Pearson.

## Sinopsis
Un director de orquesta tuvo un hijo producto de una aventura amorosa en su juventud y le oculta el hecho a su esposa. Pero el joven triunfa como músico y la verdad no tarda en salir a la luz.

## Reparto
- Francisco Canaro
- Toscanito
- Tito Lusiardo
- Olga Casares Pearson
- Marga Landova
- Anery Aste
- Ramón J. Garay
- Alberto Rudoy
- Irma Denás
- Jaime Andrada
- Alberto Arenas
- Guillermo Montero
- Gloria Ramírez